# Kim Shin-jo
Kim Shin-jo (ur. 2 czerwca 1942 w Ch’ŏngjin, zm. 9 kwietnia 2025) – północnokoreański oficer sił specjalnych, pastor.
Urodził się w 1942 roku. Dorastał w Korei Północnej, trafił na służbę do armii, gdzie skierowano go do sił specjalnych. Dosłużył się stopnia porucznika. W 1968 roku został wyznaczony do liczącego 31 żołnierzy oddziału, którego wysłano z misją zabicia prezydenta Korei Południowej. Zamach miał być sygnałem do rozpoczęcia inwazji komunistycznej Korei na Południe. Oddział przekroczył potajemnie granicę, żołnierzy przebrano w mundury Południa. Zostali jednak wykryci przez południowokoreańskich chłopów, którzy zawiadomili policję i wojsko. 21 stycznia doszło do starcia oddziału zamachowców z wojskiem południowokoreańskim i wspomagającymi ich żołnierzami amerykańskimi. Przeżyło jedynie dwóch z nich, w tym Kim Shin-jo. Drugi z żołnierzy zdołał zbiec na Północ, gdzie został uznany za bohatera. Kim Shin-jo został aresztowany. Po roku spędzonym w więzieniu, został ułaskawiony.
Po zwolnieniu przyjął obywatelstwo Korei Południowej, ożenił się, przeszedł na chrześcijaństwo i został pastorem w Seulu.
Od 2010 roku był doradcą prezydenta Republiki Korei ds. praw człowieka.